# Rafael Ignasi Barraquer Compte
Rafael Ignasi Barraquer Compte (Barcelona, 25 de maig de 1956) és un oftalmòleg català.
Llicenciar el 1979 i doctorat el 1987 en Medicina i Cirurgia per la Universitat Autònoma de Barcelona, és considerat un dels precursors de l'oftalmologia mèdica al nostre país, pertanyent a la quarta generació d'oftlalmòlegs de la família Barraquer, fill de Joaquim Barraquer i Moner i net d'Ignasi Barraquer i Barraquer.
Començà la seva formació al Departament d'Anatomia Humana de la UAB i al Laboratory of Vision Research del National Eye Institute dels Estats Units d'Amèrica. En 1980 va ser certificat per la Educational Comissió for Foreign Medical Students (ECFMG) de Philadelphia, EUA. També va servir a la Sanitat Militar com a tinent metge, i fou distingit amb la Creu al Mèrit Militar. Bona part de la seva formació la realitzà a l'Escola Professional d'Especialització Oftalmològica de l'Institut Barraquer (EPO/IB), on va actuar com a Cap de Residents abans d'incorporar-se al cos facultatiu del Centre d'Oftalmologia Barraquer (COB) el març de 1985. Des de 1982 exerceix com a metge especialista en Oftalmologia. I més endavant ho ha fet com a Director Metge adjunt del COB.
Com cirurgià, s'ha especialitzat en el segment anterior de l'ull, destacant la seva tasca clínica en la cirurgia de la cataracta, glaucoma, trasplantament de còrnia i la cirurgia refractiva mitjançant làser, així com la oncologia ocular. El 1999 va fundar la Unitat d'Oncologia Ocular (UDOO) del COB de la qual és director. A escala mundial és reconegut com un dels cirurgians més rellevants de la microcirurgia ocular moderna. Al voltant d'aquestes àrees de l'oftalmologia ha centrat la seva tasca assistencial i els seus esforços, centrant-se en la investigació i la docència, compaginant-les alhora amb la seva dedicació a les tasques d'organització en la institució a la qual pertany, i l'aplicació dels últims avenços científics per al benefici del pacient. El reconeixement d'aquesta dedicació, li va suposar el 1998 ser distingit amb la Creu al Mèrit Naval.
El 2004 va ser elegit membre de l'Academia Ophthalmologica Internationalis. I des de l'any 2013 és acadèmic supernumerari de la Reial Acadèmia Europea de Doctors. El 2015 se li va lliurar la 'Clau de Barcelona', convertint-se en el quart membre de la família Barraquer que rep aquesta distinció (que ja posseïen el seu avi, Ignaci, el seu pare Joaquím, que hi va ser present, i la seva germana gran, Elena).